# 釋道融 (臺灣)
劉藍溪（1960年3月29日—2022年1月10日），臺灣出家比丘尼。台灣女歌手與演員，1991年7月出家，法號「道融」。

## 生平

### 歌唱、影視生涯
劉藍溪十六歲時到台視參觀歌唱比賽，意外地被美工設計龍思良發現。龍思良帶她去拍照，並介紹給台視導播認識。沒多久劉藍溪就當起臨時演員，先演台視連續劇《金玉緣》，之後又應光啟社之邀與周雅芳及前童星章薇薇（作家章君穀的女兒）主持台視兒童節目《妙妙谷》。未幾，劉藍溪又被瓊瑤邀約拍電影，演的多數是小家碧玉、女主角的閨中密友之類的角色，成了「永遠的第二女主角」。1980年代初，臺灣愛情文藝片走下坡，新藝城邀劉藍溪赴香港演出電影《追女仔》，之後劉藍溪也在桂治洪導演的電影《邪完再邪》中演主角。
1977年至1980年，劉藍溪加盟新格唱片。劉藍溪的聲音完全符合臺灣校園民歌時代的聲音美學標準，加上形象甜美，第一張唱片專輯《夕陽戀曲》就很暢銷。在當年臺灣唱片工業「低制作成本、大量出片」的策略之下，劉藍溪短時間內就出了《風兒別敲我窗》、《野薑花的回憶》、《小時候的願望》、《又是輕輕的風》等專輯。
1982年，刘蓝溪被日本的CBS/SONY唱片公司看中，赴日本受训，後來還曾发行过三张单曲EP。

### 婚姻
1984年，劉藍溪與大她十歲的中心診所（今中心綜合醫院）內科醫師梁榮基文定；當時她表示，不會為了結婚放棄工作，但也不會勉強在演藝圈蹉跎歲月。事實上，這段時期劉藍溪對演藝工作已不像初期那麽活躍，主要是因為她長期都是擔任第二女主角，由她領銜主演的《亮不亮沒關係》票房也不理想，讓她沮喪了好一段日子。
隔年，劉藍溪與丈夫赴美國，在三藩市進修英文，同時上大學選修大眾傳播，她丈夫則在三藩市醫學院專修糖尿病科。也就在這個時候，夫妻同時參佛，鑽研佛法。兩年後，她丈夫返臺灣繼續行醫，她則留在美國的法雲寺向玅境長老學佛。

### 出家
在美國學習了五年佛法後，1991年7月，劉藍溪獲得家人、尤其是她丈夫的成全，正式出家，法號「道融」。剃度時，她的父母都立在一旁，她跪著一遍遍默唸：「不要哭！千萬不要哭！」
劉藍溪出家後保持低調，最近一次曝光是到印度修行。
剛出家那段時間，劉藍溪對於佛學院的群體生活很不習慣；特別是每天要煮二百多人的大鍋菜，握著比家中大十倍的鍋鏟時，不知如何是好；隔了幾週，她才慢慢適應。由於關心她出家的影迷太多，半年後，在靈泉寺舉辦的四十九天「精進禪七」修行會，一身灰布長衫，足穿僧鞋、布襪，以「道融法師」的身分接受媒體訪問；她透露，學佛使她內心清淨恬適，連做夢都會笑。
1997年4月達賴喇嘛訪台行程中，道融法師擔任翻譯時，特別接受媒體訪問時再三言明，她絕不是受了什麼打擊而消極出家，而是因為受了同修（先生）的鼓勵與影響，努力鑽研佛經，從此與佛結緣，是很自然的走上這條路；她並且透露，學佛以後讓她愈來愈快樂。
回顧過去，道融法師表示，這一路上，踩著很多人的淚水才走過來，能夠堅持自己的理想，是很難得的因緣，她一定會好好惜福。對於以往的一切，她以「過眼雲煙」形容。至於還有很多觀眾記得她的清純模樣，記得她演唱的歌曲及電影，她深感榮幸。她認為，能夠活在別人的心中，也是很可貴的一段經歷。
至於未來，道融法師表示，她將積極從事翻譯和教育工作。已是佛學研究所研究生的她，還同時學習藏文、梵文和拉丁文。道融法師認為，學佛是方便又經濟的尋求快樂方式，而悟道的喜悅是外界無法取走的。她更表示，很高興找到她人生的歸宿。

### 逝世
2022年1月10日，道融法師於美國加州舊金山智藏寺圓寂，享壽61歲。

## 演出作品

### 電視劇
- 台視連續劇《金玉緣》（1975年7月28日~1975年11月1日，共82集）
- 中視連續劇《河上的月光》（1980年）
- 中視連續劇《春夢了無痕》（1980年）

### 電影
- 《夢的衣裳》（飾 曹宜娟）
- 《聚散兩依依》（飾 鍾可慧）
- 《卻上心頭》（飾 李韶青）
- 《雲且留住》（飾 黃婉婷）
- 《昨夜之燈》（飾 林雨鴛）
- 《亮不亮沒關係》
- 《泡妞》（香港稱《追女仔》）（飾 鄧亞花）
- 《邪完再邪》（飾 楊淑兒 / 紅卜卜）

## 主持作品
- 台視兒童節目《妙妙谷》（1976年5月27日~1976年9月11日，光啟文教視聽節目服務社製作，與周雅芳、章薇薇主持，共17集）[2]

## 音樂作品

### 大碟
| 發行日期 | 專輯名稱         | 唱片公司 | 曲目 |
| -------- | ---------------- | -------- | --- |
| 1977年   | 《夕陽戀曲》     | 新格唱片 | 曲目 1. 夕阳恋曲 2. 小小园地 3. 青春朝气 4. 金色地回忆 5. 海风和小舟 6. 小雨中的回忆 7. 心曲 8. 情深无边 9. 我是天上一颗星 10. 恋 11. 一束爱的花 12. 又是轻轻的风     |
| 1978年   | 《風兒別敲我窗》 | 新格唱片 | 曲目 1. 风儿别敲我窗 2. 野姜花的回忆 3. 今宵道别 4. 又见小溪 5. 雨中的小路 6. 如果 7. 夕阳下 8. 嘿!!好时光 9. 山旅中的笑语 10. 邂逅 11. 不再孤独 12. 我心深处有一首歌 |
| 1979年   | 《小時候的願望》 | 新格唱片 | 曲目 1. 夏夜 2. 小时後的愿望 3. 异乡的夜 4. 金缕鞋 5. 起风的日子 6. 小秘密 7. 静静心涟 8. 风铃轻轻 9. 也许 10. 听·那海浪 11. 圈圈 12. 微风细雨                        |
| 1980年   | 《北風》         | 新格唱片 | 曲目 1. 北风 2. 小白云 3. 说一声再会 4. 你可会了解 5. 盲者夜笛 6. 梅雨季节 7. 当我离开故乡 8. 秋雁南飞 9. 云雾 10. 勿忘尘 11. 心潋 12. 成长时光                       |

### 日語細碟
- 《愛のかげろう》1982 - 9
- 《旅の続き》1983
- 《ムーンライト・シャドウ》1984 - 10 - 21

### 知名歌曲
- 《小雨中的回憶》
- 《野薑花的回憶》
- 《微風細雨》
- 《風兒別敲我窗》

## 外部連結
- 釋道融在互联网电影资料库（IMDb）上的資料（英文）
- 釋道融在香港影庫上的簡介
- 釋道融在豆瓣上的资料（简体中文）
- 釋道融在时光网上的簡介（简体中文）